# Prvoslav Vujčić
Prvoslav Vujčić, cyrilicí Првослав Вујчић (20. červenec 1960 Požarevac, Srbsko), je srbský prozaik, básník a esejista. Většinu svých děl psal v srbštině v ekavském nářečí.

## Biografie
Dětství a rané mládí prožil v městě Požarevac. Tam i napsal své první básně. Krátce po válce se stal členem Svazu spisovatelů Srbsko.